# Cymodetta
Cymodetta är ett släkte av kräftdjur. Cymodetta ingår i familjen klotkräftor.
Kladogram enligt Catalogue of Life:
| Cymodetta | \| \| Cymodetta gambosa \| \| \| \| \| \| Cymodetta gracilipes \| \| \| \| |
|           | \| \| Cymodetta gambosa \| \| \| \| \| \| Cymodetta gracilipes \| \| \| \| |
|           | Cymodetta gambosa                                                          |
|           |                                                                            |
|           | Cymodetta gracilipes                                                       |
|           |                                                                            |